# 10 februarie
ianuarie • februarie • martie  • aprilie  • mai  • iunie  • iulie  • august  • septembrie  • octombrie  • noiembrie  • decembrie
10 februarie este a 41-a zi a calendarului gregorian. Mai sunt 324 de zile până la sfârșitul anului (325 de zile în anii bisecți).

## Evenimente

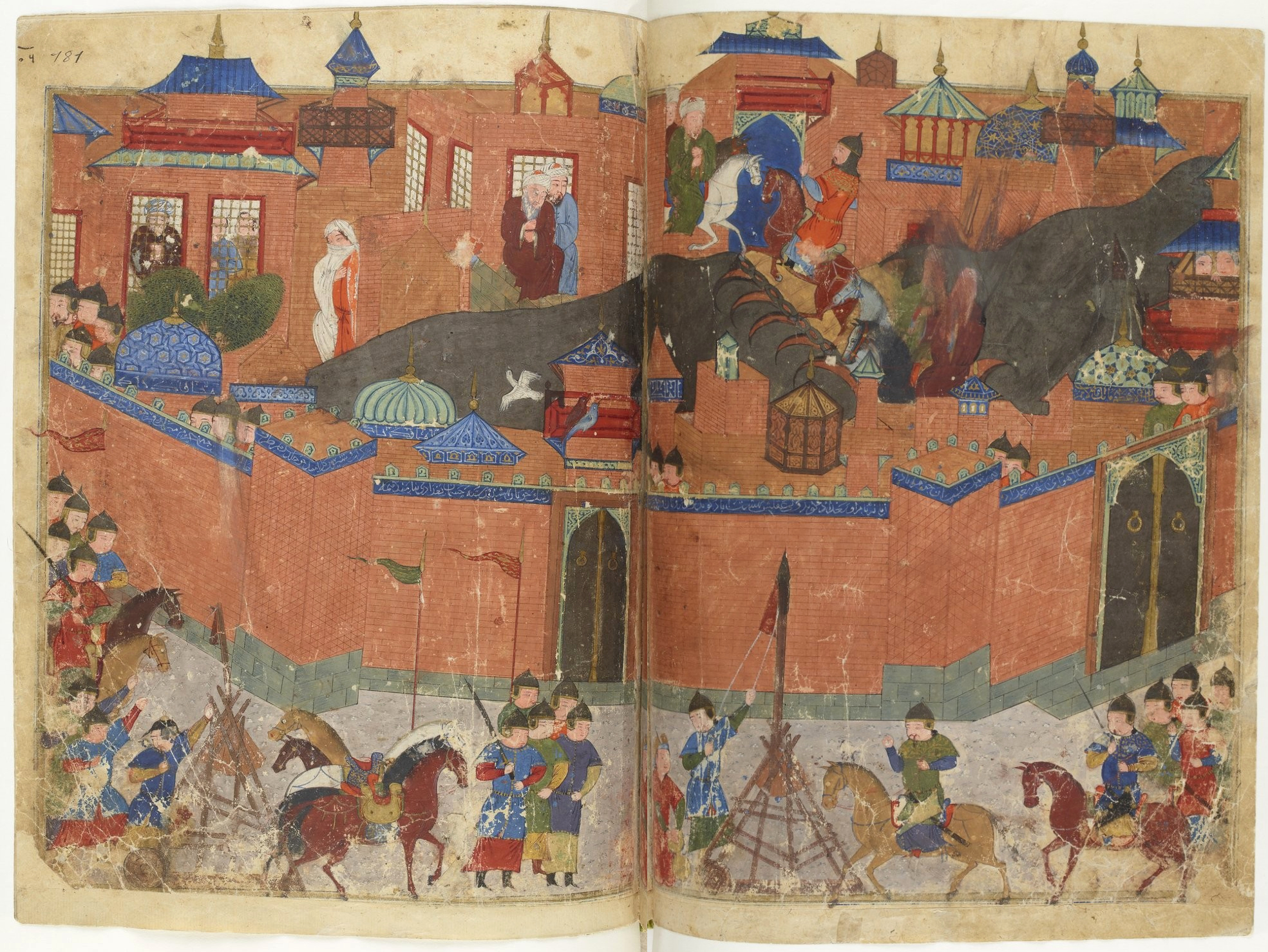
1258:Invaziile mongole: Bagdadul cade în mâinile mongolilor, punând capăt Epocii de Aur islamice.

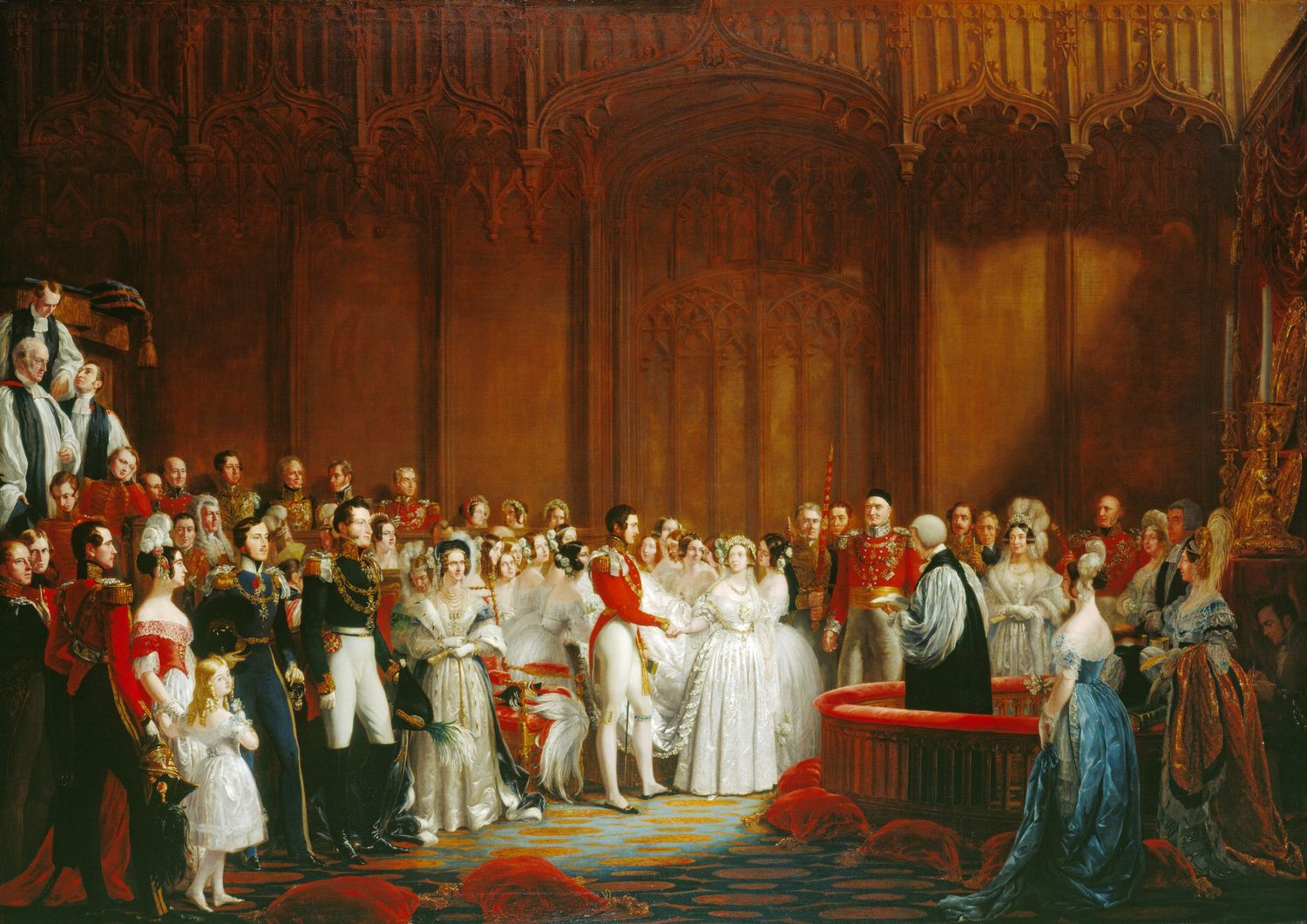
1840: Regina Victoria a Regatului Unit s-a căsătorit cu prințul Albert.

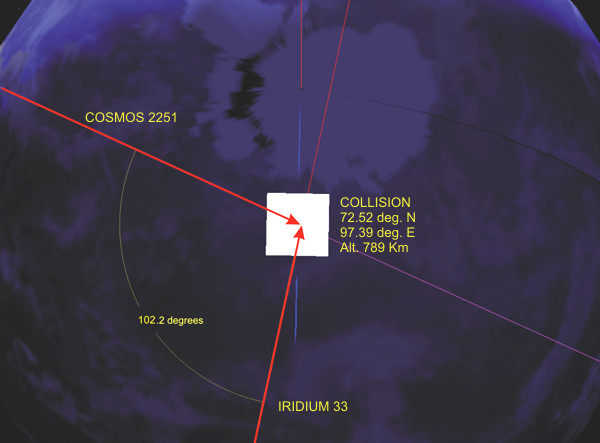
2009: Pentru prima dată are loc coliziunea a doi sateliți artificiali care orbitau în jurul Pământului. Coliziunea s-a produs la ora 16:56 UTC la 789 km deasupra Peninsulei Taimîr, în Siberia; viteza sateliților în timpul coliziunii a fost estimată la 11,7 km/s.

- 1258: Invaziile mongole: Bagdadul cade în mâinile mongolilor, punând capăt Epocii de Aur islamice.[1]
- 1355: Regele Ludovic I al Ungariei confirmă înțelegerea cu Nicolae Alexandru, care în schimbul unor garanții de securitate, a acceptat suzeranitatea regală maghiară asupra Valahiei Transalpine ("Țara Românească").
- 1388: Menționarea, pentru prima dată, a orașului-cetate Suceava, drept capitală a statului feudal Moldova.
- 1502: Vasco da Gama pleacă din Lisabona, Portugalia, pentru a doua călătorie spre India.[2]
- 1763: În urma Tratatului de pace de la Paris, Franța a cedat Regatului Unit Canada și teritoriile din America de Nord, de la est de râul Mississippi.
- 1819: Simon Bolivar este numit președinte al Venezuielei și comandant suprem al armatei revoluționare.
- 1840: Regina Victoria a Regatului Unit s-a căsătorit cu prințul Albert.
- 1841: A intrat în vigoare "Actul uniunii", ce confirma oficial unirea Canadei Superioare cu Canada Inferioară (actul fusese semnat în 1840).
- 1867: Are loc, la Iași, premiera piesei "Răzvan vodă", de B.P. Hașdeu, prima dramă istorică românească importantă.
- 1882: Bogdan Petriceicu Hașdeu este ales membru al Societății de lingvistică din Paris.
- 1904: Împăratul Japoniei a declarat, în mod oficial, război Rusiei, condamnând pretențiile rusești asupra Coreei și Manciuriei.
- 1938: Regele Carol al II-lea înlatură guvernul Goga–Cuza și instaurează un regim de autoritate personală. În fruntea guvernului este numit patriarhul Miron Cristea.
- 1941: Marea Britanie rupe relațiile diplomatice cu România și extinde asupra ei măsurile de blocadă.
- 1942: Primul Disc de Aur a fost decernat, de către Compania RCA VICTOR, americanului Glenn Miller, pentru melodia "Chatta Nooga Choo Choo".
- 1945: Armata I română desfășoară operația pentru zdrobirea bastionului inamic din Munții Javorina (Cehoslovacia) (10 februarie – 18 martie).
- 1947: Delegația Guvernului român semnează, la Paris, Tratatul de pace cu Puterile Aliate și Asociate. României i se recunosc drepturile legitime asupra Transilvaniei de Nord și i se impune plata unor despăgubiri, în contul reparațiilor de război.
- 1947: Italia a retocedat Iugoslaviei, Dalmația ocupată în timpul războiului.
- 1955: România și Iugoslavia au semnat un acord cu privire la stabilirea regulilor de navigație în sectorul comun al Dunării.
- 1960: Ia ființă, în senatul francez, un grup parlamentar de prietenie Franța-România, cuprinzând personalități marcante din toate partidele politice.
- 1965: Adunarea Generală a ONU alege România ca membru al Consiliului Economic și Social pentru o perioadă de trei ani.
- 1968: S-a înființat Societatea de Științe Istorice din România.
- 1990: Curtea Supremă de Justiție, sesizată de Procuratura Generală, hotărăște trimiterea în judecată pentru complicitate la genocid, în perioada timișoreană a Revoluției Române din decembrie 1989, pe membrii comandamentului instituit la Timișoara pentru înăbușirea și reprimarea Revoluției.
- 1997: Supercalculatorul Deep Blue, fabricat de IBM, l-a înfrânt la șah pe campionul mondial Garry Kasparov.
- 2003: Franța și Belgia se opun, la NATO, cererilor americane privind acordarea de sprijin pentru Turcia, în cazul unui atac împotriva Irakului. Franța, Rusia și Germania adoptă o declarație comună, care se referă la prelungirea inspecțiilor din Irak.
- 2006: Are loc a 20-a ediție a Jocurilor Olimpice de Iarnă la Torino. Participă 2.500 de atleți din 85 de țări. (Italia, 10-26).
- 2009: Pentru prima dată are loc coliziunea a doi sateliți artificiali care orbitau în jurul Pământului. Coliziunea s-a produs la ora 16:56 UTC la 789 km deasupra Peninsulei Taimîr, în Siberia; viteza sateliților în timpul coliziunii a fost estimată la 11,7 km/s.
- 2025: În urma inițierii în Parlament a procedurii de suspendare a președintelui, Klaus Iohannis a anunțat că va demisiona din funcția de șef al statului, demisie ce va intra în vigoare la 12 februarie.[3]

## Nașteri
- 1606: Christine Marie a Franței, regentă a Savoiei, fiica regelui Henric al IV-lea al Franței (d. 1663]
- 1810: Miklós Barabás, pictor maghiar originar din Transilvania
- 1815: Constantin Bosianu, jurist și politician român (d. 1882)
- 1825: Émile Bin, pictor francez (d. 1897)
- 1836: Grigore Ștefănescu, geolog și paleontolog român, membru al Academiei Române (d. 1911)
- 1836: Eduard Wachmann, compozitor și dirijor român de etnie germană (d. 1908)
- 1859: Alexandre Millerand, politician francez, al 12-lea președinte al Franței (d. 1943)

Grigore Ștefănescu, geolog și paleontolog român
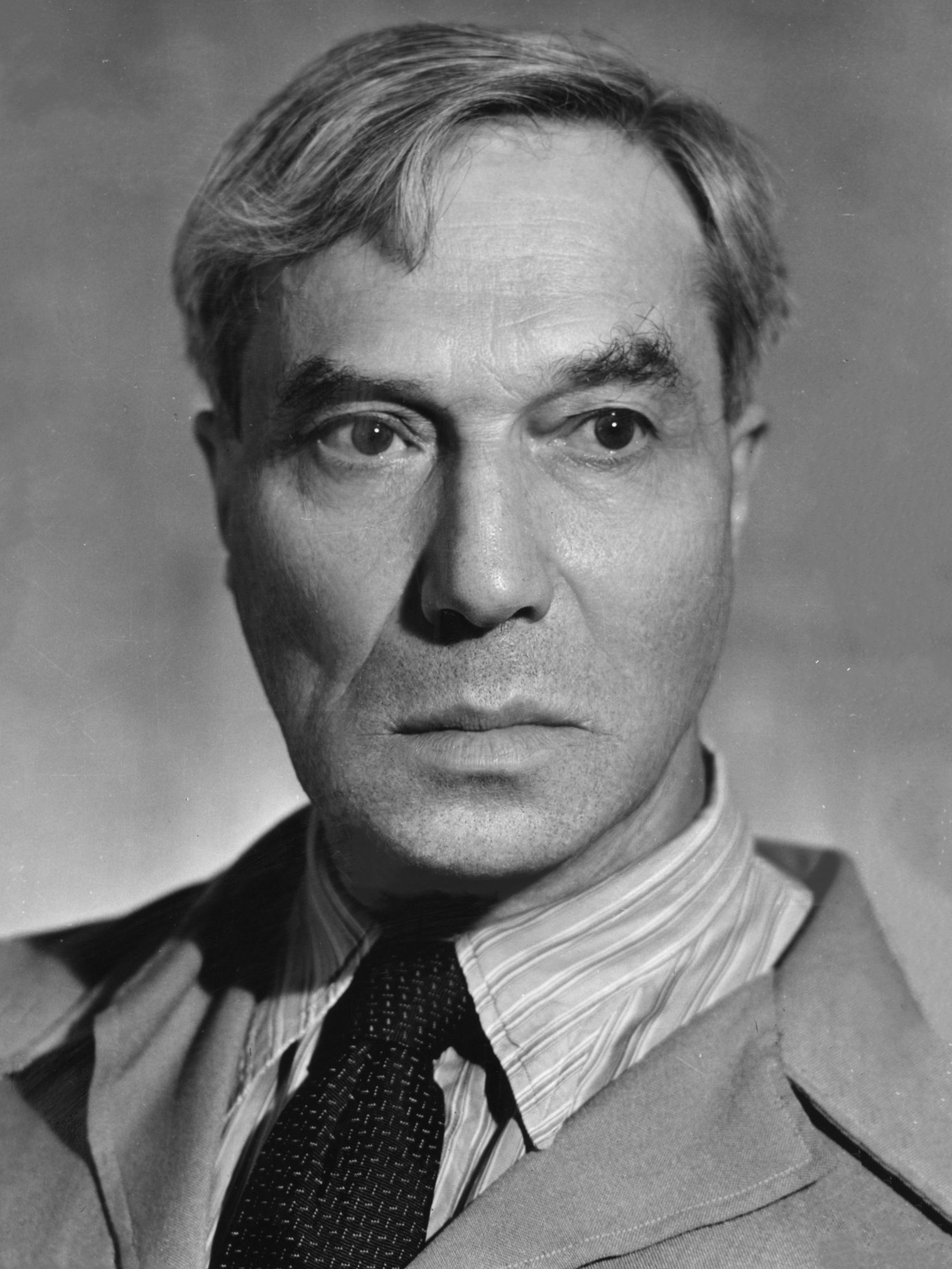
Boris Pasternak, poet și prozator rus, laureat Nobel
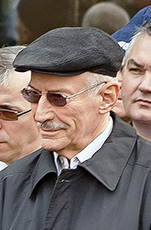
Victor Rebengiuc, actor român

- 1885: Traian Pop, jurist român (d. 1960)
- 1885: Alice Voinescu, scriitoare română (d. 1961)
- 1890: Boris Pasternak, poet și prozator rus, laureat al Premiului Nobel (d. 1960)
- 1894: Harold Macmillan, politician englez, prim-ministru al Regatului Unit (d. 1986)
- 1898: Bertolt Brecht, dramaturg german (d. 1956)
- 1902: Anton Holban, scriitor român (d. 1937)
- 1902: Walter Houser Brattain, fizician american, laureat al Premiului Nobel  (d. 1987)
- 1910: Maria Cebotari, soprană română (d. 1949)
- 1919: Iustin Pârvu, duhovinc român
- 1920: Paul Colin, scriitor francez, câștigător al Premiului Goncourt în 1950 (d. 2018)
- 1922: Árpád Göncz, scriitor maghiar, politician și președinte de stat (d. 2015)
- 1925: Pierre Mondy, actor și regizor francez (d. 2012)
- 1930: Ioanichie Bălan, scriitor, duhovnic și arhimandrit român (d. 2007)
- 1933: Victor Rebengiuc, actor român de teatru și film
- 1940: Maria Butaciu, interpretă română de muzică populară
- 1940: Paco Tous, actor spaniol
- 1952: Nicolae Bulat, istoric moldovean (d. 2022)
- 1962: Cliff Burton, muzician și basist american (Metallica) (d. 1986)
- 1983: Lucian Goian, fotbalist român
- 1991: Emma Roberts, actriță și cântăreață americană
- 1997: Chloë Grace Moretz, actriță americană

## Decese
- 1755: Montesquieu (Charles-Louis de Secondat, baron de la Brede) scriitor și filozof iluminist francez (n. 1689)
- 1765: Jean-Baptiste-Henri Deshays, pictor francez (n. 1729)
- 1829: Papa Leon al XII-lea (n. 1760)
- 1837: A.S. Pușkin, scriitor rus (n. 1799)
- 1868: David Brewster, fizician scoțian (n. 1781)
- 1879: Honoré Daumier, pictor, sculptor, caricaturist și litograf francez (n. 1808)
- 1880: Adolphe Crémieux, avocat și politician francez de origine ebraică (n. 1796)
- 1918: Abdul-Hamid al II-lea, sultan otoman (n. 1842)
- 1920: François-Alfred Delobbe, pictor francez (n. 1835)
- 1923: Wilhelm Conrad Röntgen, fizician german, laureat al Premiului Nobel (n. 1845)

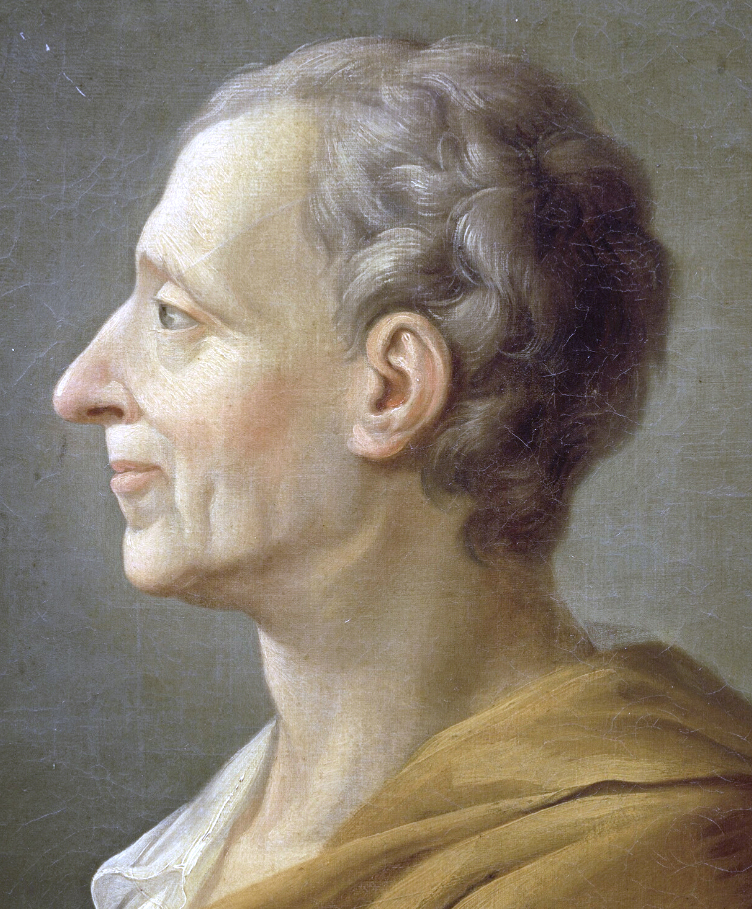
Montesquieu, scriitor și filosof francez
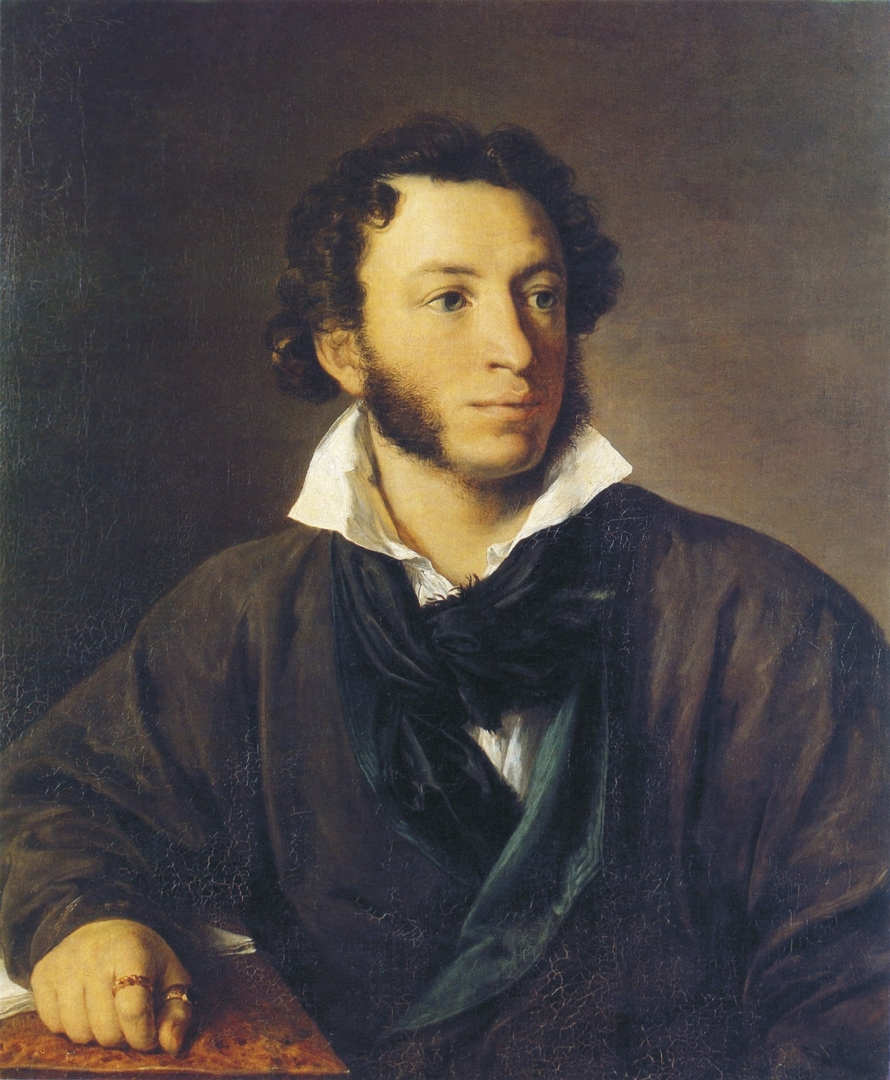
Aleksandr Pușkin, scriitor rus
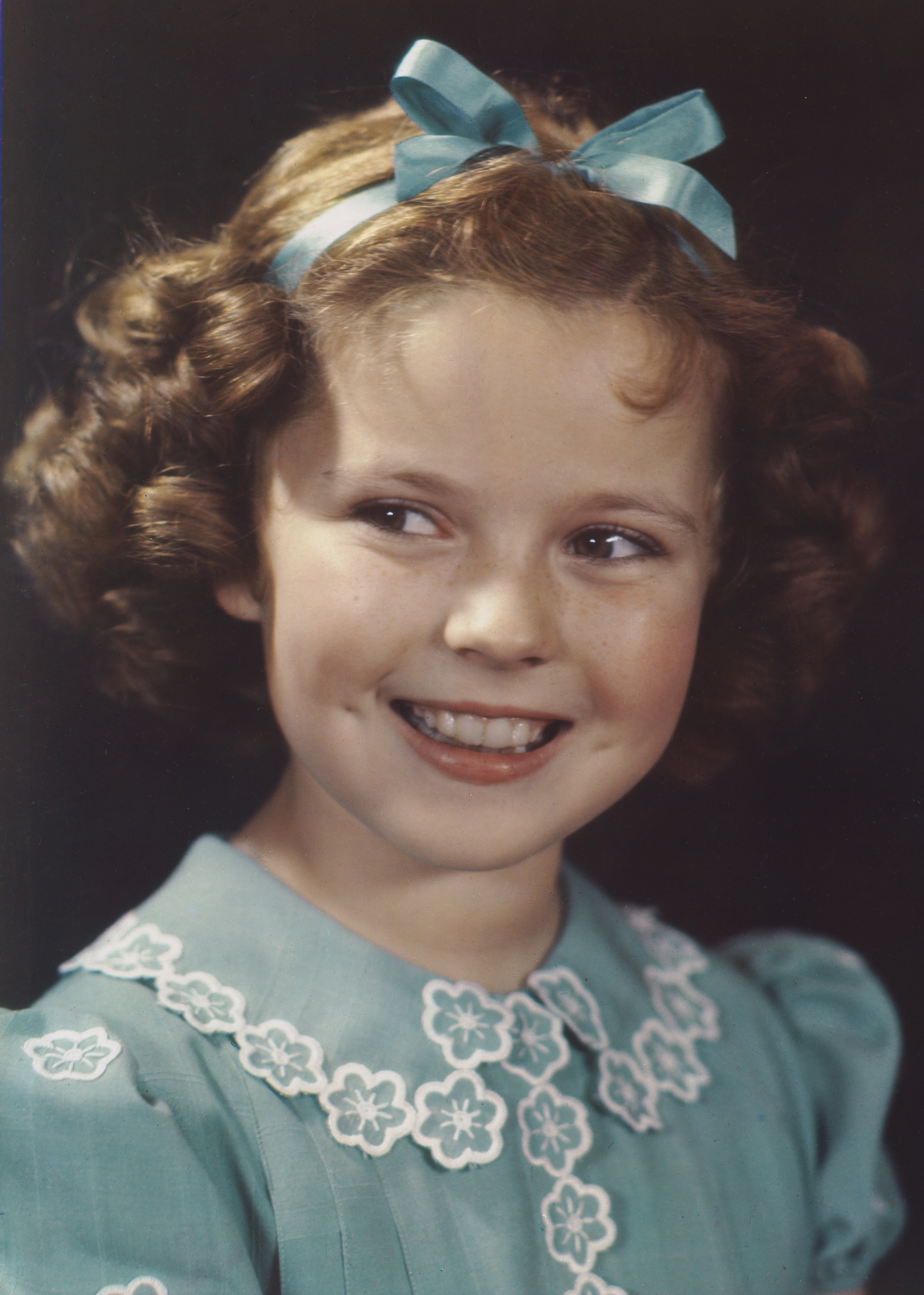
Shirley Temple, actriță americană

- 1932: Edgar Wallace, scriitor englez (n. 1875)
- 1934: Vasile Goldiș, politician român, membru de onoare al Academiei Române (n. 1862)
- 1939: Papa Pius al XI-lea (n. 1857)
- 1942: Ernest Pérochon, scriitor francez, câștigător al Premiului Goncourt în 1920 (n. 1885)
- 1955: Sonia Cluceru, actriță română (n. 1892)
- 1997: Constantin Drâmbă, astronom și matematician român, membru al Academiei Române (n. 1907);
- 2014: Shirley Temple, actriță, diplomată americană (n. 1928)
- 2018: Andrei Avram, lingvist român, membru corespondent al Academiei Române (n. 1930)
- 2018: Alan R. Battersby, chimist britanic (n. 1925)
- 2021: Larry Flynt, editor și publicist american (n. 1942)
- 2022: Gheorghe Banariuc, violonist, dirijor, compozitor și aranjor de muzică populară din Republica Moldova (n. 1951)
- 2023: Hugh Hudson, regizor englez (n. 1936)
- 2023: Carlos Saura, regizor spaniol (n. 1932)

## Sărbători
- În calendarul ortodox: Sfântul Sfintit Mucenic Haralambie (sec. II-III)
- În calendarul romano-catolic: Sf. Scholastica, fecioară (cca. 480 - cca. 547)